# Grote teunisbloem
Grote teunisbloem (Oenothera glazioviana; synoniem: Oenothera erythrosepala) is een soort uit de teunisbloemfamilie (Onagraceae). De plant wordt in België en Nederland toegepast als tuinplant, maar is hier en daar verwilderd.
De bloemknoppen zijn kegelvormig. De kroonbladen zijn langer dan 3 cm en veel langer dan de meeldraden. De plant bloeit van juni tot oktober. De vrucht is een zaaddoos. Het zaad is zeer fijn, duizend zaden wegen ongeveer 0,5 g.
Met deze soort heeft Hugo de Vries zijn mutatieproeven gedaan. Hij concludeerde aan de hand van zijn proeven, waarbij hij sprongsgewijze veranderingen vond, dat grote teunisbloem zeer mutatiegevoelig was. Doordat de teunisbloem een zeer speciaal overervingsmodel heeft trok hij de verkeerde conclusies.
Dit overervingsmodel was toen echter nog niet bekend. De chromosomen vormen tijdens de paring ringen, waardoor alleen de uiteinden van de chromosomen met elkaar paren. Hierdoor blijft een serie eigenschappen steeds bij elkaar en vindt geen uitwisseling (overkruising) plaats. Hoewel vaak bij de celdeling de chromosomen van de moeder en van de vader bij elkaar bleven en dus geen vermenging van chromosomen optrad werden in de nakomelingen geen planten gevonden die voor 100% op de moeder of vader leken. Dit kwam doordat bij deze combinatie geen levensvatbaar zaad ontstond. Alleen waarbij wel vermenging optrad werd kiemkrachtig zaad gevormd. Door deze twee afwijkende gedragingen gaan de algemene wetten uit de genetica bij grote teunisbloem niet op.
Teunisbloemzaad is vanuit Noord-Amerika meegekomen met de grond die als ballast voor de schepen gebruikt werd en is vanuit de havens verder verspreid.

## Olie
Bij de teelt voor de olie zijn opbrengsten te behalen van 650–800 kg zaad/ha. Het totale oliegehalte varieert van 14–28%. De olie uit de teunisbloemzaden wordt onder meer verwerkt tot een homeopathisch middel en bevat het zeldzame gamma-linoleenzuur (GLA). Voor mensen die linolzuur in het lichaam niet kunnen omzetten in gamma-linoleenzuur is dit geneesmiddel onmisbaar. Dit komt echter nauwelijks voor. Verder zou gamma-linoleenzuur een bloeddruk en cholesterol verlagende werking hebben. De bloeddrukverlagende werking is niet bewezen en de cholesterolverlagende werking is minder dan of gelijk aan die van linolzuur.